# Vereniging van eigenaars
Een vereniging van eigenaars of vereniging van eigenaren (VvE) is een rechtspersoon die de gemeenschappelijke belangen van appartementseigenaars behartigt. Een VvE voert het beheer over de gemeenschap en zorgt voor de naleving van de regels. Het betreft een bijzondere vorm van vereniging. In Nederland stonden in 2015 143.835 VvE's geregistreerd in het Kadaster.
In België bestaat de Vereniging van Mede-eigenaars (VME) die de belangen van appartementeigenaren vertegenwoordigt.
De regels die aan het functioneren van een VvE worden gesteld komen tot stand door de wet, de splitsingsakte waarin opgenomen het reglement (statuten), een eventueel huishoudelijk reglement en de besluiten van de vergadering van eigenaars. De regels voor de VvE wijken grotendeels af van de gewone vereniging. Een daarvan is dat iedere gerechtigde tot een appartementsrecht van rechtswege lid van de VvE is. Het lidmaatschap eindigt van rechtswege als iemand zijn appartementsrecht vervreemdt.

## Nederland

### Splitsingsakte
De splitsingsakte is bij het ontstaan van de VvE door de notaris opgesteld en vastgelegd. De notaris heeft daarmee het juridische fundament van de VvE gelegd. De akte is ingeschreven in de openbare en niet-openbare registers van het kadaster. Iedereen heeft de mogelijkheid kennis te nemen van de inhoud van de splitsingsakte. In de akte van splitsing is het aandeel van ieder appartement in de totale kosten conform een verdeelsleutel vastgelegd (hoe groter het appartement, hoe groter het aandeel in de totale kosten). Daarnaast bevat de splitsingsakte het reglement van de VvE, dat zijn de statuten, en een splitsingstekening, waarop te zien is welke delen van het pand gemeenschappelijk en welke delen privé zijn.

### Appartementsrechten
Als een gebouw door middel van een splitsingsakte wordt gesplitst in appartementsrechten die apart worden verkocht, moet er een vereniging van eigenaars worden opgericht. De eigenaren van de appartementen zijn 'van rechtswege' lid van die vereniging.
Wie een woning koopt, koopt in feite slechts de grond onder de woning en wordt door natrekking eigenaar van de woning. Dit is in een flat niet mogelijk, omdat de appartementen boven hetzelfde perceel grond liggen. De flat wordt dan in appartementsrechten gesplitst. De verkrijger van een appartementsrecht wordt mede-eigenaar van de grond en door natrekking mede-eigenaar van het gebouw dat op die grond staat en verwerft bovendien het exclusieve recht het appartement, zijn deel van het gebouw, te gebruiken.
Na een oprichting van een VvE kunnen de grond en het gebouw meerdere eigenaren hebben. Die eigenaren gezamenlijk vormen van rechtswege de Vereniging van Eigenaars, de VvE. Men wordt door de koop van een appartementsrecht automatisch lid en kan het lidmaatschap niet weigeren of opzeggen. Ook bij een bungalowpark kan sprake zijn van een VvE. Wanneer verschillende woningen samen deel uitmaken van één bouwkundig object, bijvoorbeeld omdat zij boven een parkeergarage zijn gebouwd, dan kunnen deze woningen als appartementsrecht worden verkocht. Het VvE-lidmaatschap eindigt alleen wanneer men ophoudt eigenaar van het betreffende appartementsrecht te zijn. Dit is een belangrijk onderscheid met gewone verenigingen, waar lidmaatschap vrijwillig is.
Het doel van de VvE is het behartigen van de gemeenschappelijke belangen van de eigenaars van de appartementsrechten. Hieronder valt vooral het onderhoud van het gebouw. Welke zaken gemeenschappelijk zijn, dus door de VvE worden beheerd, staat in de splitsingsakte. Voor de financiering van onder andere het onderhoud en de verzekering van het gebouw, betalen de eigenaren een maandelijks bedrag aan servicekosten. Meestal worden het onderhoud van het gebouw, de administratie en het incasseren van de maandelijkse servicekosten verzorgd door een bedrijf dat namens de VvE optreedt als beheerder.

### Reglementen
Terwijl andere verenigingen met rechtspersoonlijkheid statuten hebben die worden vastgelegd in een afzonderlijke akte, heet dit bij een Vereniging van Eigenaars het reglement van splitsing of splitsingsreglement, kortweg 'het reglement'. Dit bevat de basisregels van de vereniging, zoals regels voor het bestuur, beperkingen aan het gebruik van de appartementen en zaken als een voorkeursrecht bij verkoop van een appartement.
In het algemeen is er geen akte die de integrale tekst van het splitsingsreglement bevat. In plaats daarvan verwijst de notariële splitsingsakte naar een landelijk vastgesteld modelreglement. In de splitsingsakte staan dan alleen de verschillen met het modelreglement en zaken die altijd nader moeten worden ingevuld, zoals de stemverhoudingen tussen de leden.
Als aanvulling op het splitsingsreglement kan er een huishoudelijk reglement worden opgesteld; het verschil is dat de vergadering van eigenaars (algemene ledenvergadering) dit kan wijzigen zonder opnieuw naar de notaris te hoeven. In het huishoudelijk reglement kunnen onder andere concrete zaken worden geregeld zoals het gebruik van de gemeenschappelijke ruimten en voorzieningen en de omgang met het eigen appartement voor zover dat invloed heeft op andere eigenaren of bewoners, zoals bijvoorbeeld het type vloerbedekking (teneinde geluidshinder voor de benedenburen te voorkomen) en de installatie van afzuigkappen (vanwege stankoverlast voor de bovenburen). Het huishoudelijk reglement mag niet in strijd zijn met de splitsingsakte.

### Organen van de VvE
Een VvE kent vier wettelijk verplichte organen: de vergadering van eigenaars, het dagelijks bestuur, de voorzitter van de (leden)vergadering en de kascommissie.

### Ledenvergadering
De Vergadering van Eigenaars is een der wettelijke organen van de vereniging van eigenaars. Aan de vergadering van eigenaars komen in de vereniging alle bevoegdheden toe die niet door wet of statuten aan andere organen zijn opgedragen. De vergadering is bevoegd tot het opstellen en aanpassen van het huishoudelijk reglement. De appartementswet kent de begrippen 'hoogste orgaan' of 'Algemene Ledenvergadering ALV' niet.
Stemgerechtigd zijn de eigenaars, onverminderd hetgeen in het Burgerlijk Wetboek Boek 5, artikel 123 derde lid voor vruchtgebruikers wordt bepaald.

### Bestuur
Het bestuur wordt door één of meer bestuurders uitgeoefend, die al dan niet uit de eigenaars door de vergadering wordt benoemd. Het bestuur, zoals het beheer van de kas en de coördinatie van het onderhoud, kan dus worden uitbesteed, hetgeen in de praktijk vaak gebeurt. Het bestuur schrijft ten minste eenmaal per jaar een algemene ledenvergadering uit. Op de agenda van de algemene vergadering staat in ieder geval:
- de begroting voor het aangevangen of het komende boekjaar en
- de winst-en-verliesrekening.

Het bestuur wordt door de vergadering benoemd. Bij de oprichting van de VvE moet een bestuur zijn benoemd, dat in de splitsingsakte wordt genoemd. Daarna kunnen personen die dat willen zich verkiesbaar stellen en door de vergadering worden gekozen.

### Slapende VvE
Onder een slapende VvE wordt een VvE verstaan die geen vergaderingen meer houdt en dus ook geen geld voor (groot) onderhoud en het beheer van de gemeenschappelijke ruimtes meer opzij zet. Iedere eigenaar zal dan in principe zijn of haar eigen appartement onderhouden, terwijl de gemeenschappelijke ruimtes, trappenhuizen en liften worden verwaarloosd. Een dergelijke vereniging kan ruw worden wakkergeschud wanneer de eigenaren door de gemeente over het achterstallig onderhoud worden aangeschreven. Meestal zal dit ertoe leiden dat de VvE-leden hoge kosten moeten maken teneinde dit achterstallig onderhoud te laten verrichten. Wanneer de VvE na aanschrijving nog steeds niet in actie komt, zal de gemeente dit onderhoud zelf (laten) uitvoeren en de kosten op de VvE verhalen.
Met name kleinere VvE's zijn slapend, want bij een klein ledenaantal kan één dwarsligger er al voor zorgen dat de VvE niet of niet goed meer functioneert. Hetzelfde geldt bij kleinere VvE's ook voor een burenruzie. Ook is bij weinig leden de kans groot dat niemand enig initiatief toont. Dit soort problemen komen relatief vaak voor doordat ongeveer 60% van de VvE's in Nederland uit vijf appartementen of minder bestaat. Door het beleid van de overheid en van de banken neemt het aantal slapende VvE's af, al bestaan ze nog wel.
Uit onderzoek van de Vereniging Eigen Huis is gebleken dat banken geen hypotheek verstrekken voor een appartement in een flat, waar geen actieve VvE is.

### Wetswijziging 2005
Er werden in 2005 in het Burgerlijk Wetboek enige veranderingen in titel 5.9 over de Appartementsrechten aangebracht. De notaris kreeg een nadrukkelijke taak de schuldpositie van koper, verkoper en VvE duidelijk te beschrijven.

### Kamer van Koophandel
Elke VvE is sinds 1 januari 2010 verplicht zich bij de Kamer van Koophandel in te schrijven.

### Reservefonds
Elke VvE is vanaf 1 mei 2008 is verplicht om een reservefonds in stand te houden voor het plegen van onderhoud. Hoe groot dit reservefonds moest zijn stond echter nergens beschreven, wel werd door verschillende belangenorganisaties aanbevolen de jaarlijkse reservering te baseren op een meerjarenonderhoudsplan. Daarnaast is het bestuur van de VvE op grond van de modelreglementen verplicht de onderhoudsreserve op een aparte spaarrekening, op naam van de VvE te plaatsen.

### Wetswijziging 2016
Omdat in de praktijk bleek dat ongeveer de helft van de VvE's te weinig geld reserveert moet per 1 januari 2018 elke VvE jaarlijks een bedrag reserveren dat bestemd is voor groot onderhoud aan het gebouw. De grootte van deze reservering is of ten minste 0,5% van de herbouwwaarde van het gebouw, of gebaseerd op het meerjarenonderhoudsplan. Die reserve kan er bijvoorbeeld voor zijn bedoeld om in de toekomst van verwarming met gas over te gaan naar een andere soort verwarming.
Deze maatregelen waren een gevolg van een wetsvoorstel van de ministers Stef Blok van Wonen en Rijksdienst en Ard van der Steur van Veiligheid en Justitie, met als doel dat  VvE's voldoende middelen beschikbaar hadden voor het noodzakelijk onderhoud en herstel van hun gebouwen. De wet is in eerste helft van 2017 de beide kamers gepasseerd en per 1 januari 2018 van kracht.

## België
Er ontstaat ook in België een Vereniging van Mede-eigenaars (VME) zodra een gebouw of een groep van gebouwen meer dan één eigenaar heeft en waarvoor een authentieke akte van mede-eigendom of basisakte bestaat. Dat statuut van gedwongen mede-eigendom werd in 1994 in het Burgerlijk Wetboek ingevoerd en is sindsdien van kracht.
Het verschil met de Nederlandse situatie is dat een eigenaar wel het volle eigendom bezit van het deel in de basisakte beschreven als 'privatief' en bijkomend pro-rata gedwongen mede-eigenaar is van de delen van het eigendom in de basisakte beschreven als 'gemeenschappelijk'.
De Belgische wet voorziet dat de Vereniging van Mede-eigenaars (VME) een syndicus aanstelt die het dagelijks beheer van de gemeenschappelijke delen van het mede-eigendom verzekert. In de praktijk wordt deze in een kleinere VME soms niet aangesteld, voor zover deze functioneert onder het statuut van de gewone mede-eigendom van 1924 (Art. 577-2 van het Burgerlijk Wetboek).
De organen van een VME zijn het beleidsorgaan Algemene Vergadering van de mede-eigenaars, het uitvoerend orgaan Syndicus van de Vereniging van Mede-eigenaars, het toezichtsorgaan Commissaris van de rekeningen en het facultatief (in gebouwen met meer dan twintig woonkavels verplicht) toezichtsorgaan Raad van Mede-eigendom.

### Wetswijziging 2018
Op 18 juni 2018 werden diverse wijzigingen inzake de Wet op de Mede-eigendom gestemd die in voege treden per 1 januari 2019. De statuten van het gebouw – omvattende de basisakte (BA) en het reglement van mede-eigendom (RME) – worden afgeslankt en het onderhands reglement van interne orde (RIO) doet zijn intrede (Burgerlijk Wetboek, Boek II, Titel II, Hoofdstuk III, art 577).

### Belangrijkste regels gespecificeerd in de wet
- Inhoud van Basisakte, het reglement van mede-eigendom en het reglement van interne orde
- Alle regels ivm oproepen, agenda en het nemen van de beslissingen, zie  Algemene Vergadering van de mede-eigenaars
- Opdracht van de Syndicus van de Vereniging van Mede-eigenaars
- Opdracht van de Raad van Mede-eigendom
- Opdracht van de Commissaris van de rekeningen
- Informatieplicht van de  Syndicus van de Vereniging van Mede-eigenaars aan de notaris bij verkoop van een kavel en van de notaris na de verkoop van een kavel

### Ondernemingsnummer
Een VME is een rechtspersoon, maar geen bedrijf. Vanaf 1 april 2017 is elke VME verplicht een ondernemingsnummer te hebben en de gegevens van haar syndicus in te laten schrijven
in de Kruispuntbank van Ondernemingen (KBO).

### Aantal VME's
Op 1 april 2024 zijn er 100.122 actieve VME's in België. 
- Vlaanderen: 60.681
- Brussels Hoofdstedelijk Gewest: 22.571
- Wallonië: 16.870